# Umberto VIII di Thoire-Villars
Umberto di Villars (Humberto in spagnolo, Humbert in francese, tedesco e inglese; 1369 circa – 1400) fu conte di Ginevra dal 1394 fino alla sua morte.

## Origine
Secondo Le Grand dictionnaire historique, Volume 5, Umberto era il figlio primogenito del signore di Thoire-Villars, Umberto VI di Thoire-Villars e della sua seconda moglie, Maria di Ginevra, che sempre secondo Le Grand dictionnaire historique, Volume 5, era la figlia femmina primogenita del Conte di Ginevra, Amedeo III e della moglie, Matilde o Mahaut d'Auvergne ( † dopo il 1396), che, sia secondo Le Grand dictionnaire historique, Volume 5, che secondo la Histoire généalogique de la maison d'Auvergne, era figlia del conte d'Alvernia e di Boulogne Roberto VII e della sua seconda moglie, Maria di Dampierre o di Fiandra. 

Umberto VI di Thoire-Villars era il figlio del signore di Thoire-Villars, Umberto VI di Thoire-Villars e della sua seconda moglie, Beatrice di Chalon (come ci viene riportato dalla lettera del conte Giovanni di Chalon, padre di Luisa, secondo le Preuves della Histoire de Bresse et de Bugey. Partie 4), figlia di Giovanni di Chalon, conte di Auxerre.

## Biografia
Nel 1369, poco dopo la sua nascita, secondo il documento n° 3130 del Titres de la maison ducale de Bourbon, par m. Huillard-Bréholles, Volume 1, suo padre, Umberto VI di Thoire-Villars fece testamento indicando come suo erede universale Umberto ed in caso di decesso dello stesso Umberto il proprio cugino (il figlio di suo zio, Giovanni), Oddone di Villars.
Il 24 marzo del 1392, suo zio (fratello della madre, Maria), Pietro, Conte di Ginevra, secondo il documento n° 3862 del Titres de la maison ducale de Bourbon, par m. Huillard-Bréholles, Volume 2, redasse un testamento in cui lasciava suo erede universale Umberto di Villars.

Pietro morì in quello stesso anno, prima del 24 giugno, giorno in cui sua moglie, Margherita di Joinville, risulta già vedova secondo il documento n° 1045 del Jean de Joinville et les seigneurs de Joinville.

Le volontà testamentarie di Pietro non vennero rispettate e nella contea di Ginevra gli succedette l'ultimo fratello di Pietro, ancora in vita, Roberto, che dal 1378, era stato eletto papa col nome di Clemente VII, che aveva dato origine allo Scisma d'Occidente.
Suo zio, Clemente VII (Roberto conte di Ginevra) morì ad Avignone il 16 settembre 1394. I cardinali a lui fedeli elessero come suo successore Benedetto XIII.

Nel titolo di conte di Ginevra, gli succedette, secondo le volontà dello zio, Pietro, Umberto di Villars.
Umberto governò la contea, per circa sei anni, morì nel 1400.
Gli succedette il cugino, Oddone di Villars.

## Matrimonio e discendenza
Umberto, nel 1389, si era sposato con Luisa di Poitiers e non ebbe discendenza; Luisa, secondo i Histoire généalogique des ducs de Bourgogne de la maison de France era figlia di Luigi di Poitiers, conte di Valentinois e di Diois, e della sua prima moglie, Cécile Roger de Beaufort; il primo contratto di matrimonio era stato redatto, nel 1381; un secondo contratto di matrimonio, come ci conferma il documento 3780 del Titres de la maison ducale de Bourbon, par m. Huillard-Bréholles, Volume 2, fu redatto prima delle nozze il 15 novembre ad Avignone di fronte al papa, lo zio Clemente VII e ratificato dal cugino, Oddonde di Villars, che aveva ricevuto l'autorizzazione, come ci conferma il documento 3775 del Titres de la maison ducale de Bourbon, par m. Huillard-Bréholles, Volume 2, dal cugino Umberto VI di Thoire-Villars, padre dello sposo.

### Fonti primarie
- (LA, FR)  Histoire généalogique de la maison d'Auvergne.
- (LA, FR)  Jean de Joinville et les seigneurs de Joinville.
- (LA, FR)  Histoire généalogique des ducs de Bourgogne de la maison de France.

### Letteratura storiografica
- (FR)  Le Grand dictionnaire historique, Volume 5.
- (FR)  Histoire de Bresse et de Bugey. Partie 4.
- (FR)  Titres de la maison ducale de Bourbon, par m. Huillard-Bréholles, Volume 1.
- (FR)  Titres de la maison ducale de Bourbon, par m. Huillard-Bréholles, Volume 2.